# Ķekava (novads 2009–2021)
Ķekava (łot.: Ķekavas novads) – jeden z łotewskich novadsów, funkcjonujący w latach 2009–2021.

## Historia
Novads powstało na terenach należących przed 2009 do rejonu Ryga.
W skład novadsu wchodziło miasto Baloži oraz dwa pagastsy: Daugmale i Ķekava. Jego stolicą została wieś Ķekava.
Zlikwidowany w ramach reformy administracyjnej 30 czerwca 2021. Wszedł w całości w skład nowego, większego novadsu Ķekava.